# Jurij Radonjak
Jurij Michajlovič Radonjak (in russo Ю́рий Миха́йлович Радоня́к?; Groznyj, 8 ottobre 1935 – Mosca, 28 marzo 2013) è stato un pugile e allenatore di pugilato sovietico, di etnia cecena, dal 1991 russo.

## Biografia
È stato campione dilettanti dell'Unione Sovietica nei pesi welter  nel 1960.
Ha perciò rappresentato l'Urss nei pesi welter ai Giochi Olimpici di Roma, vincendo la medaglia d'argento.
Ha sconfitto al primo turno il tedesco dell’est Bruno Guse, al secondo il  ghanese Joseph Lartey e nei quarti di finale lo spagnolo Andrès Navarro. In semifinale ha battuto il polacco Leszek Drogosz dalla Polonia ma, in finale, nulla ha potuto contro Nino Benvenuti che lo ha atterrato al secondo round, conseguendo quei punti di vantaggio che si sono rivelati decisivi per la medaglia d’oro.
Durante la sua carriera amatoriale, Radonjak ha disputato 226 combattimenti, vincendone 197. Non è mai potuto passare tra i professionisti non essendo ciò consentito, all'epoca, nei paesi a regime comunista.
Dopo aver terminato la carriera agonistica, ha intrapreso quella di allenatore. Negli anni 1973-1976 è stato l'allenatore della nazionale sovietica di pugilato.